# Achada de António Teixeira
Achada de António Teixeira também chamada Achada do Teixeira é um sítio povoado da freguesia de São Jorge, concelho de Santana, Ilha da Madeira. Aqui está instalado o Posto do Registo Civil (1934).